# L'Ordoir
|  | Per a altres significats, vegeu «L'Ordoir (Indre)». |

L'Ordoir (occità) o Lourdoueix-Saint-Pierre (francès) és una comuna (municipi) de França, al departament de Cruesa de la regió de Nova Aquitània. La seva població al cens de 1999 era de 923 habitants. Està integrada a la Communauté de communes des Deux Vallées.

## Demografia
| 1968 | 1975 | 1982 | 1990 | 1999 |
| ---- | ---- | ---- | ---- | ---- |
| 1425 | 1266 | 1100 | 1034 | 923  |

## Administració
| Període | Identitat       | Partit |
| ------- | --------------- | ------ |
| 2001-   | Philippe Durand |        |